# 남해군 (중국)
남해군(南海郡)은 진나라 시대부터 당나라 시대까지 존재했던 중국의 옛 군이다.

## 진 ~ 전한
진나라가 영남을 정복하면서 남해군이 설치되었다. 진나라가 몰락할 무렵 남월 무왕 조타가 남월을 건국하면서 남월의 영토가 됐다. 원정 6년(기원전 111년) 무제가 남월을 병탄하면서 한나라에 속했다.
교지자사부에 속했다. 원시 2년(2년)의 인구조사에 따르면 19,613호, 94,253명이 있었다. 아래의 속현 목록은 《한서》지리지의 내용이다. 원연·수화 연간(기원전 8년 무렵)의 현황으로 여겨지며, 총 6현이다. 포수관(圃羞官)이 있었다.
| 현명   | 한자   | 대략적 위치         | 비고                               |
| ------ | ------ | ------------------- | ---------------------------------- |
| 번우현 | 番禺縣 | 광저우시            | 남월 무왕의 서울이다. 염관이 있다. |
| 박라현 | 博羅縣 | 후이저우시 보뤄 현  |                                    |
| 중숙현 | 中宿縣 | 칭위안시 북서       | 광포관(洭浦官)이 있다.             |
| 용천현 | 龍川縣 | 허위안시 룽촨 현 서 |                                    |
| 사회현 | 四會縣 | 자오칭시 쓰후이 시  |                                    |
| 게양현 | 揭陽縣 | 제양시 북서 일대    |                                    |

## 신
다음 현의 이름을 고쳤다.
| 전한 | 신             |
| ---- | -------------- |
| 게양 | 남해정(南海亭) |

## 후한
7현 101,477호 250,282명을 거느렸다. 후한말 교주자사 주부가 토착민에게 살해당하자 혼란에 빠졌다. 하지만 사섭이 친척인 사무(士武)에게 남해태수직을 맡기면서 어느정도 안정화되었다.
| 현명   | 한자   | 대락적 위치            | 비고                             |
| ------ | ------ | ---------------------- | -------------------------------- |
| 번우현 | 番禺縣 | 광저우 시              |                                  |
| 박라현 | 博羅縣 | 후이저우 시 보뤄 현    |                                  |
| 중숙현 | 中宿縣 | 칭위안 시 북서         | 오나라 때 시흥군으로 이관되었다. |
| 용천현 | 龍川縣 | 허위안 시 룽촨 현 서   |                                  |
| 사회현 | 四會縣 | 자오칭 시 쓰후이 시    |                                  |
| 게양현 | 揭陽縣 | 제양 시 북서 일대      |                                  |
| 증성현 | 增城縣 | 광저우 시 쩡청 구 북동 | 노령산(勞領山)이 현내에 있었다.  |

## 오, 진
226년(오 대제 황무 5년), 창오군. 울림군, 고량군과 함께 광주로 분리되었다. 광주가 얼마못가 폐지되면서 다시 교주에 속했다가 263년(오 경제 영안 6년), 광주가 신설되면서 다시 광주에 속하게 되었다. 서진대에는 6현 9,500호를 거느렸다. 331년(함화 6년)에 남해군 동부 사염도위에 속했던 보안, 안회, 흥녕, 해풍, 해안, 흔락의 6현이 동관군이, 420년(원희 2년) 신회군이 신설되면서 군역이 광저우 시 일대로 축소되었다.
| 현명   | 한자   | 대락적 위치                      | 비고                                                                            |
| ------ | ------ | -------------------------------- | ------------------------------------------------------------------------------- |
| 번우현 | 番禺縣 | 광저우 시                        |                                                                                 |
| 사회현 | 四會縣 | 자오칭 시 쓰후이 시              |                                                                                 |
| 증성현 | 增城縣 | 광저우 시 쩡청 구 북동           |                                                                                 |
| 박라현 | 博羅縣 | 후이저우 시 보뤄 현              |                                                                                 |
| 용천현 | 龍川縣 | 허위안 시 룽촨 현 서             |                                                                                 |
| 평이현 | 平夷縣 | 장먼 시 신후이 구 사전진(司前鎭) | 오나라때 신설된 현으로 280년(진 무제 태강 원년), 신이현(新夷縣)으로 개명되었다. |

## 유송
10현 8,574호 19,157명을 거느렸다.
| 현명   | 한자   | 대락적 위치                                   | 직위       | 비고                    |
| ------ | ------ | --------------------------------------------- | ---------- | ----------------------- |
| 번우현 | 番禺縣 | 광저우 시                                     | 남상(男相) |                         |
| 희안현 | 熙安縣 | 광저우 시 리완구일대(광저우 시 서)            | 자상(子相) |                         |
| 증성현 | 增城縣 | 광저우 시 쩡청 구 북동                        | 현령(縣令) |                         |
| 박라현 | 博羅縣 | 후이저우 시 보뤄 현                           | 남상(男相) |                         |
| 서평현 | 西平縣 | 후이저우 시 후이청 구 서남 동호진(潼湖鎭)일대 | 현령(縣令) |                         |
| 용천현 | 龍川縣 | 허위안 시 룽촨 현 서                          | 현령(縣令) |                         |
| 회화현 | 懷化縣 | 광저우 시 하이주 구 동                        | 현령(縣令) | 진 안제시기 신설되었다. |
| 수녕현 | 綏寗縣 | 광저우 시 쩡청 구 서                          | 남상(男相) |                         |
| 고요현 | 高要縣 | 자오칭 시                                     | 자상(子相) |                         |
| 시창현 | 始昌縣 |                                               | 현령(縣令) |                         |

## 남제
유송대 통치했던 현들중 시창현이 다른 군으로 이관되었고 4개 현이 신설되었다.
| 현명   | 한자 | 대략적 위치                      | 비고                                            |
| ------ | ---- | -------------------------------- | ----------------------------------------------- |
| 신풍현 | 新豊 | 사오관 시 신펑 현 동             | 483년(제 무제 영명 원년) 용천현에서 신설되었다. |
| 안원현 | 安遠 | 모름                             |                                                 |
| 나양현 | 羅陽 | 후이저우 시 보뤄현 서 용화진일대 |                                                 |
| 하원현 | 河源 | 허위안 시                        | 483년 용천현에서 신설되었다.                    |

## 수
수 문제가 중국을 통일한 이후 주현제가 실시되면서 남해군이 광주(廣州)로 바뀌었고 총관부가 설치되었고 청원군, 수건군, 창락군, 동관군, 신회군이 통폐합되면서 군역이 지금의 광저우 시, 칭위안 시, 사오관 시 일대로 확장되었다. 601년(수 문제 인수 원년) 번주(番州)로 바뀌었다. 대업초기 총관부가 폐지되고 군현제가 실시되면서 남해군으로 바뀌었다. 15현 37,482호를 거느렸다.
| 현명   | 한자   | 대략적 위치                      | 비고 |
| ------ | ------ | -------------------------------- | --- |
| 남해현 | 南海縣 | 광저우 시                        | 통일직후 번우현이 설치되었으나 얼마못가 폐지되었다. |
| 곡강현 | 曲江縣 | 사오관 시 취장 구                | 시흥군에 속했다가 통일이후 군이 폐지되면서 본군으로 내속되었다. 정양현(湞陽縣)이 통폐합되었다. 현내에 옥산(玉山), 은산(銀山)이 있었다. |
| 시흥현 | 始興縣 | 사오관 시 스싱 현                | 양나라 때 동형주(東衡州)가 설치되었다가 통일이후 군으로 강등되었다. 또한 대유현(大庾縣)이 설치되었다. 하지만 596년(수 문제 개황 16년) 대유현이 폐지되었다. |
| 옹원현 | 翁源縣 | 사오관 시 웡위안 현 서북         | 양나라 때 설치된 군으로 진나라 때 청원군(淸遠郡)에 소속되었다. 통일이후 군이 폐지되었다. |
| 증성현 | 增城縣 | 광저우 시 쩡청 구 동북           | 통일이후 동관군이 폐지되었다. 현내에 나부산(羅浮山)이 있었다. |
| 보안현 | 寶安縣 | 선전시 바오안구                  | |
| 창락현 | 昌樂縣 | 사오관 시 러창 시                | 양나라 때 양화현(梁化縣)이라 불리고 평석현(平石縣)이 신설되었다. 592년(수 문제 개황 12년), 평석현이 통폐합되었고 600년(수 문제 개황 20년), 지금의 이름으로 바뀌었다. |
| 사회현 | 四會縣 | 자오칭 시 쓰후이 시              | 통일이후 수건군(綏建郡), 창락군(昌樂郡)이 폐지되었고 대업초기 시창현이 통폐합되었다. |
| 화몽현 | 化蒙縣 | 자오칭 시 광닝 현                | 대업초기 위성현(威城縣)이 통폐합되었다. |
| 청원현 | 淸遠縣 | 칭위안 시                        | 청원군시절 위정현(威正縣), 염평현(廉平縣), 은흡현(恩洽縣), 부호현(浮護縣)이 설치되었다. 또한 제강군이 존재했으나 통일이후 모두 통폐합되었다. |
| 함광현 | 含洭縣 | 칭위안 시 잉더 시 함광진(浛洸鎭) | 본래 형주에 속했다가 통일이후 광주(洭州)에 속하게 되었다. 600년 주가 폐지되면서 본군에 속하게 되었다. 현내에 요산(堯山)이 있었다. |
| 정빈현 | 政賓縣 | 칭위안 시 서                     | 통일이후 동관군이 폐지되면서 본군의 속현이 되었다. |
| 회집현 | 懷集縣 | 자오칭 시 화이지 현              | |
| 신회현 | 新會縣 | 장먼 시 신후이 구                | 통일이후 신회군이 폐지되면서 본군에 내속되었고 분윤, 영창, 신건, 희담, 소화, 회집 등 6개현을 아울러 봉주(封州)로 승격되었다. 591년(수 문제 개황 11년) 윤주(允州)로 개명되었다. 이후 강주(岡州)로 개명되었다가 대업초기 봉락현을 통폐합하고 주가 폐지되면서 본군의 속현이 되었다. 현내에 사산(社山)이 있었다. |
| 의녕현 | 義寧縣 |                                  | 590년 신이현, 빈이현을 통폐합했다가 시강현을 통폐합한 봉평현이 통폐합되었다. 현내에 무산(茂山)이 있었다. |